# Фалковиці (Опольське воєводство)
Фалковиці (пол. Fałkowice, нім. Falkowitz) — село в Польщі, у гміні Покуй Намисловського повіту Опольського воєводства.
Населення — 323 особи (2011).

## Демографія
Демографічна структура станом на 31 березня 2011 року:
|          | Загалом | Допрацездатний вік | Працездатний вік | Постпрацездатний вік |
| -------- | ------- | ------------------ | ---------------- | -------------------- |
| Чоловіки | 158     | 36                 | 111              | 11                   |
| Жінки    | 165     | 37                 | 101              | 27                   |
| Разом    | 323     | 73                 | 212              | 38                   |